# 148

148(백사십팔)은 147보다 크고 149보다 작은 자연수다.

## 수학
- 합성수로, 그 약수는 1, 2, 4, 37, 74, 148이다. 진약수의 합은 118이므로, 148은 부족수다.
- 8번째 칠각수다. 앞의 칠각수는 112, 다음은 189다.
- 7번째 중심있는 칠각수다. 앞의 중심있는 칠각수는 106, 다음은 197이다.
- 자릿수 제곱합이 제곱수인 25번째 자연수다. 이 성질을 지닌 앞의 수는 122, 다음 수는 184다. (OEIS의 수열 A175396)
  - {\displaystyle 1^{2}+4^{2}+8^{2}=1+16+64=81=9^{2}}
- {\displaystyle 148=2^{2}+12^{2}}
  - 서로 다른 두 자연수의 제곱합으로 나타낼 수 있는 수다.
- {\displaystyle 73^{2}-1}은 148로 나누어떨어진다.

## 교통

### 철도
- 수도권 전철 1호선 부천역의 역번호.
- 대구 도시철도 1호선 부호역의 역번호.

### 도로
- 일본 148번 국도: 나가노현 오마치시에서 니가타현 이토이가와시까지 이어지는 일본의 국도.
- 현도 제148호선

## 문화유산
- 대한민국의 국보 제148호: 십칠사찬고금통요 권16, 17
- 대한민국의 보물 제148호: 공주 중동 석조
- 대한민국의 사적 제148호: 파주 덕은리 주거지와 지석묘군

## 방송
- 스카이라이프의 SPOTV K 채널 번호.
- 지니 TV의 아이넷라이프 채널 번호.
- U+ TV의 다문화 TV 채널 번호.
- LG헬로비전의 채널S 플러스 채널 번호.
- B tv 케이블의 리빙TV 채널 번호.

## 기타
- 연도: 148년, 기원전 148년
- 부르즈 할리파의 꼭대기 층은 148층이다.